# Tim Ferry
Tim Ferry   (West Palm Beach, 18 de març de 1975), conegut també com a Tim Ferry II o Timmy Ferry, és un antic pilot professional de motocròs nord-americà. Va competir als Campionats AMA entre el 1992 i el 2009 i en va guanyar un títol de supercross, concretament el de 125cc de la Regió Est de 1997. Al llarg de la seva carrera va acabar deu vegades entre els cinc primers de la classificació final del campionat i va guanyar dues vegades el Motocross des Nations com a membre de l'equip dels Estats Units.

## Trajectòria esportiva
Ferry va començar com a amateur amb l'equip de fàbrica de Kawasaki al tombant de la dècada del 1980. El 1992 va esdevenir professional i va guanyar la seva primera cursa del campionat AMA de 125cc a Mount Morris (Pennsilvània) amb Suzuki. El 1997, encara amb Suzuki, va guanyar el campionat de supercross de 125cc East. L'any següent va passar a la categoria de 250cc i va fitxar per Yamaha, on el prestigiós mecànic Steve Matthes tenia cura de la seva moto.
El 2001, Ferry va començar a pilotar una Yamaha 426cc de quatre temps, amb la qual va guanyar aquell any mateix la seva primera cursa del campionat de motocròs de la categoria 250cc. La temporada del 2007 va guanyar el national de 450cc de Washougal i va liderar un temps el campionat, però a finals de temporada va perdre gas i va quedar quart a la classificació final. Aquell any, a més, va guanyar amb la selecció dels Estats Units, al costat de Ricky Carmichael i Ryan Villopoto, el Motocross des Nations.
El 2008, Ferry va ser subcampió de motocròs de 450cc darrere de James Stewart Jr. Aquell any va tornar a ser seleccionat per al Motocross des Nations, aquest cop al costat de Stewart i Villopoto, i va repetir la victòria de l'any anterior. Un cop acabada la temporada del 2009, es va retirar de les competicions.